# التغطية بألواح خشبية

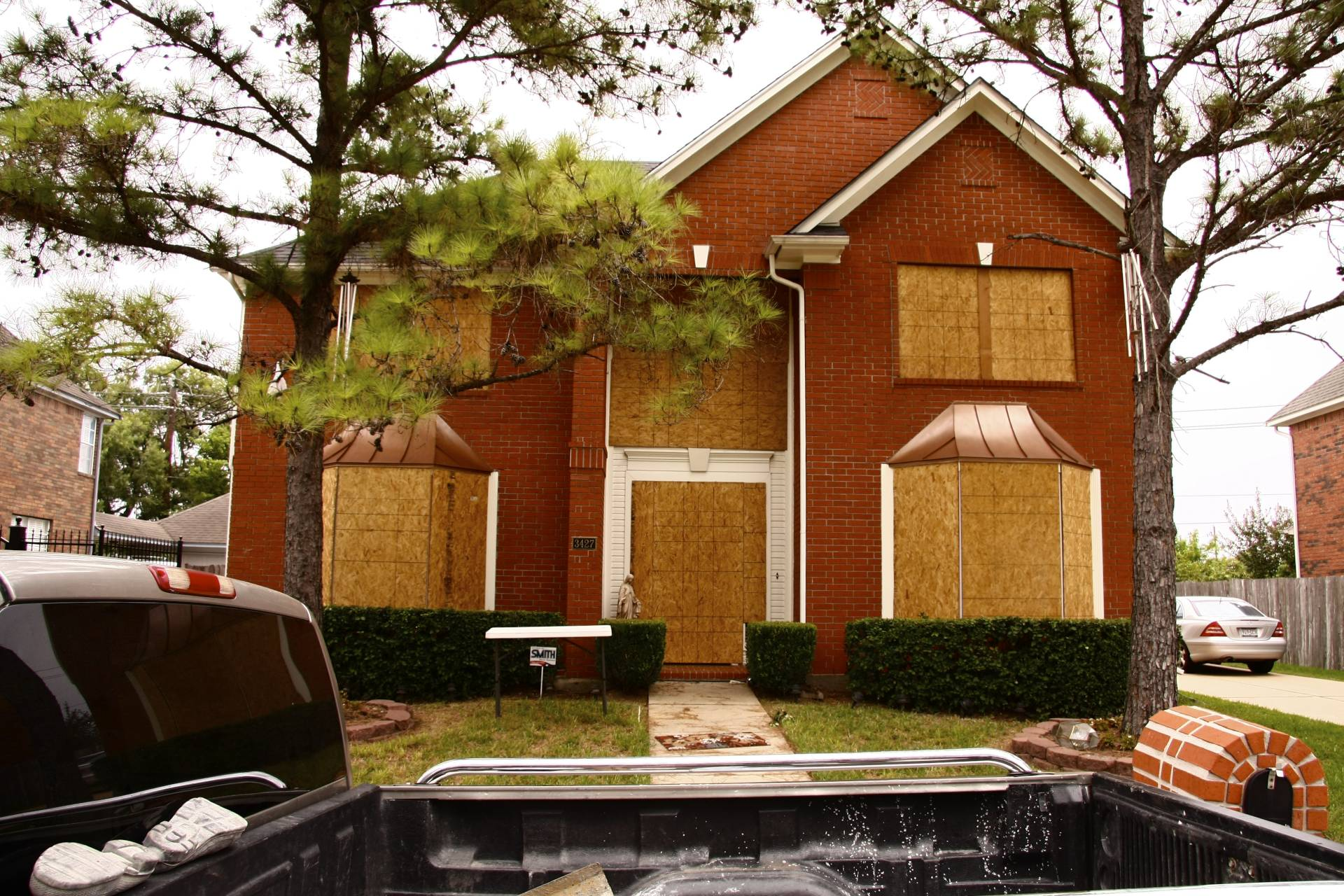
منزل مغطى بألواح خشبية لإعصار آيك

التغطية بألواح خشبية هي عملية تثبيت الألواح على نوافذ وأبواب الممتلكات لحمايتها من أضرار العاصفة ، لحماية الممتلكات غير المستخدمة أو الشاغرة أو المهجورة، و / أو منع الوصول غير المصرح به من قِبل واضعي اليد أو اللصوص أو المخربين .
عادة ما تستخدم رقائق أبلكاش لهذا ولكن البديل هو الأغطية البلاستيكية. يستخدم المتخصصون لفات من البلاستيك الصلب طولها 32 قدمًا ويمكنهم لف منزل كامل في غضون 90 دقيقة. هذا له ميزة العزل المائي للممتلكات التي تضررت من العواصف ولكنه لن يحميها من اللصوص أو النهب العشوائية حيث قد يتم قطع البلاستيك.
بينما يرتبط التغطية بألواح على المدى القصير بالحماية من العواصف أو في حالة وجود نافذة مكسورة، فإنه يرتبط التغطية بألواح على المدى الطويل غالبًا بالمباني غير المشغولة أي المهجورة.